# Ravine Ma Robert
Die Ravine Ma Robert ist ein kurzer Bach an der Ostküste von Dominica im Parish Saint David.

## Geographie
Die Ravine Ma Robert ist im Grunde genommen nur der Unterlauf der Rivière Ciriques, die aus der Morne Jaune herabkommt. Der kurze Bach entsteht aus dem Zusammenfluss der Rivière Ciriques und eines weiteren kleinen Baches, in der Nähe der Küstenstraße in der Siedlung Rivière Cirique er verläuft nach Nordosten und mündet in den spektakulären Wavin-Cirique-Wasserfällen, die aus der Steilküste direkt in die Rosalie Bay in den Atlantik stürzen.
Der zweite Quellbach bildet die Morgan River Falls.
Nach Süden schließt sich das Einzugsgebiet der Ravine Mouton an.